# The Golden Morning Breaks
The Golden Morning Breaks è il secondo album della strumentista francese Colleen, pubblicato nel 2005. Rappresenta secondo alcuni critici il migliore lavoro dell'artista. I suoni sono più naturali rispetto ai campionamenti del disco d'esordio Everyone Alive Wants Answers del 2003.
Tutti i brani sono stati registrati in presa diretta utilizzando solo strumenti acustici tutti suonati da Colleen.
L'immagine di copertina è realizzata da Iker Spozio.

## Tracce
1. Summer Water – 3:39
2. Floating in the Clearest Night – 2:36
3. The Heart Harmonicon – 3:53
4. Sweet Rolling – 4:04
5. The Happy Sea – 3:00
6. I'll Read You a Story – 6:51
7. Bubbles Which on the Water Swim – 3:11
8. Mining in the Rain – 3:11
9. The Golden Morning Breaks – 5:22
10. Everything Lay Still – 13:18